# 1990 SG12
1990 SG12 är en asteroid i huvudbältet som upptäcktes den 19 september 1990 av den amerikanske astronomen Henry E. Holt vid Palomarobservatoriet.
Den tillhör asteroidgruppen Astraea.